# Buchy (Seine-Maritime)
Pour les articles homonymes, voir Buchy.
Buchy est une commune nouvelle française située dans le département de la Seine-Maritime en région Normandie.
Elle est créée le 1er janvier 2017 sous le statut de commune nouvelle après la fusion des communes de Buchy, de Bosc-Roger-sur-Buchy et d'Estouteville-Écalles.

## Géographie

### Localisation

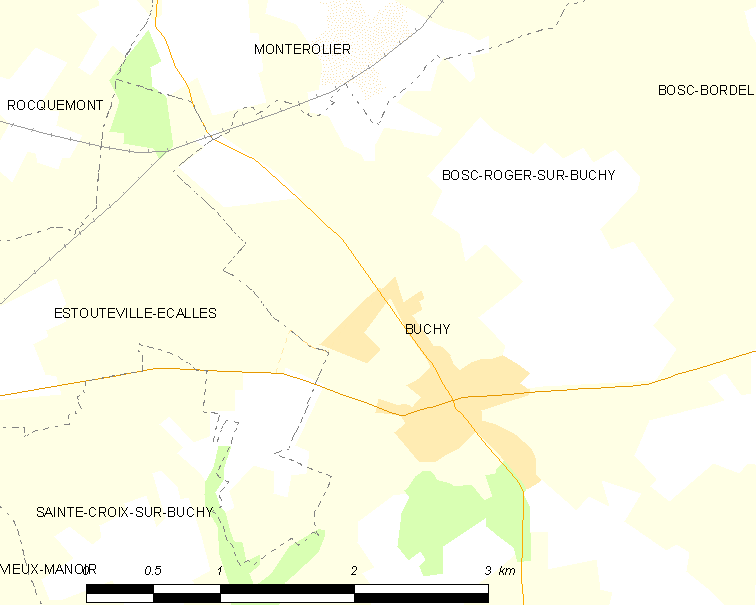
Carte de la commune de Buchy.

Commune au nord-est de Rouen, située entre les pays de Bray et Caux. La commune se situe dans le pays « Entre Seine et Bray ».
Distance de Rouen : 25 km ; de Forges-les-Eaux : 15 km ; de Neufchâtel-en-Bray : 21 km
| Montérolier Roquemont | Mathonville                         | Bosc-Bordel  |
| Yquebeuf              | Buchy                               |              |
| La Rue-Saint-Pierre   | Vieux-Manoir Sainte-Croix-sur-Buchy | Bois-Héroult |

### Hydrographie
La commune est située dans le bassin Seine-Normandie. Elle est drainée par le Heron,.
Le Héron, d'une longueur de 14 km, prend sa source dans la commune  et se jette  dans l'Andelle à Vascœuil, après avoir traversé six communes. 

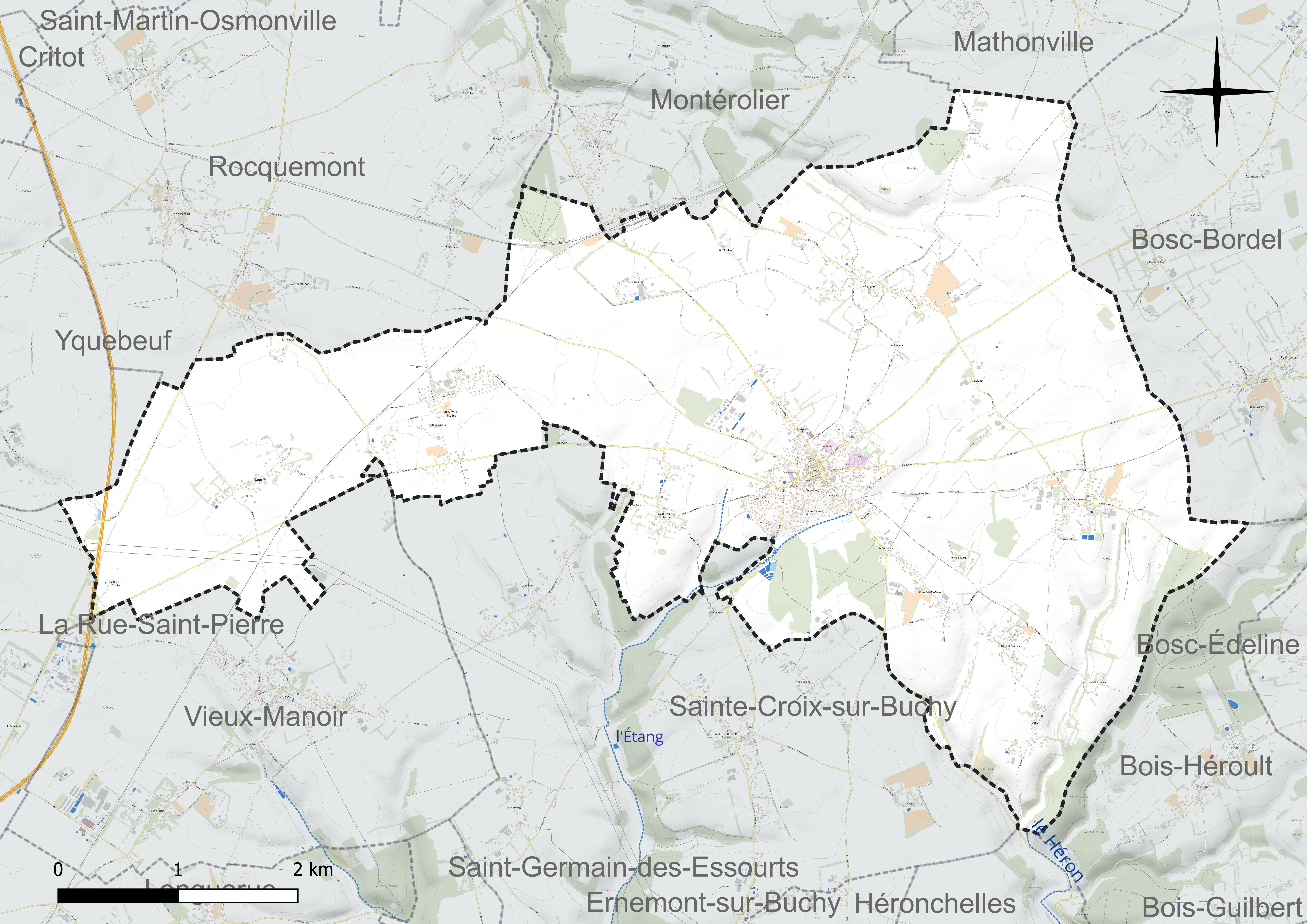
Réseau hydrographique de Buchy.

### Climat
Le climat qui caractérise la commune est qualifié, en 2010, de « climat océanique dégradé des plaines du Centre et du Nord », selon la typologie des climats de la France qui compte alors huit grands types de climats en métropole. En 2020, la commune ressort du type « climat océanique altéré » dans la classification établie par Météo-France, qui ne compte désormais, en première approche, que cinq grands types de climats en métropole. Il s’agit d’une zone de transition entre le climat océanique, le climat de montagne et le climat semi-continental. Les écarts de température entre hiver et été augmentent avec l'éloignement de la mer. La pluviométrie est plus faible qu'en bord de mer, sauf aux abords des reliefs.
Les paramètres climatiques qui ont permis d’établir la typologie de 2010 comportent six variables pour les températures et huit pour les précipitations, dont les valeurs correspondent à la normale 1971-2000. Les sept principales variables caractérisant la commune sont présentées dans l'encadré ci-après.
| Paramètres climatiques communaux sur la période 1971-2000 - Moyenne annuelle de température : 9,9 °C - Nombre de jours avec une température inférieure à −5 °C : 3,8 j - Nombre de jours avec une température supérieure à 30 °C : 2,4 j - Amplitude thermique annuelle : 14,8 °C - Cumuls annuels de précipitation : 902 mm - Nombre de jours de précipitation en janvier : 13,7 j - Nombre de jours de précipitation en juillet : 8,9 j |

Avec le changement climatique, ces variables ont évolué. Une étude réalisée en 2014 par la Direction générale de l'Énergie et du Climat complétée par des études régionales prévoit en effet que la  température moyenne devrait croître et la pluviométrie moyenne baisser, avec toutefois de fortes variations régionales. La station météorologique de Météo-France installée sur la commune et en service de 1960 à 2018 permet de connaître l'évolution des indicateurs météorologiques. Le tableau détaillé pour la période 1981-2010 est présenté ci-après.
| Mois                                  | jan.           | fév.             | mars             | avril         | mai             | juin            | jui.           | août         | sep.            | oct.          | nov.             | déc.           | année    |
| ------------------------------------- | -------------- | ---------------- | ---------------- | ------------- | --------------- | --------------- | -------------- | ------------ | --------------- | ------------- | ---------------- | -------------- | -------- |
| Température minimale moyenne (°C)     | 0,5            | 0,6              | 2,6              | 4             | 7,6             | 10,3            | 12,1           | 12,1         | 9,6             | 6,9           | 3,4              | 1              | 5,9      |
| Température moyenne (°C)              | 3,3            | 4                | 6,8              | 8,9           | 12,7            | 15,5            | 17,5           | 17,7         | 14,6            | 11            | 6,7              | 3,8            | 10,2     |
| Température maximale moyenne (°C)     | 6,2            | 7,3              | 11,1             | 13,7          | 17,8            | 20,6            | 23             | 23,2         | 19,7            | 15,1          | 10               | 6,6            | 14,6     |
| Record de froid (°C) date du record   | −20 17.01.1966 | −14,4 05.02.1963 | −10,1 07.03.1971 | −5 08.04.03   | −4,1 01.05.1967 | −2 05.06.1991   | 1,8 01.07.1960 | 2 30.08.1964 | 0,6 18.09.1962  | −7 29.10.1997 | −10,2 14.11.1965 | −15 29.12.1964 | −20 1966 |
| Record de chaleur (°C) date du record | 15,5 27.01.03  | 20 28.02.1960    | 23,1 30.03.17    | 28,6 20.04.18 | 30 13.05.1998   | 35,4 27.06.1976 | 37,6 01.07.15  | 38 12.08.03  | 32,4 01.09.1961 | 28 01.10.11   | 21,3 01.11.14    | 15,1 02.12.18  | 38 2003  |
| Précipitations (mm)                   | 91,9           | 67,9             | 69,7             | 64,1          | 68,3            | 61,7            | 66,6           | 62,2         | 67,4            | 95,1          | 90,3             | 96,7           | 901,9    |

## Urbanisme

### Typologie
Au 1er janvier 2024, Buchy est catégorisée bourg rural, selon la nouvelle grille communale de densité à sept niveaux définie par l'Insee en 2022.
Elle est située hors unité urbaine. Par ailleurs la commune fait partie de l'aire d'attraction de Rouen, dont elle est une commune de la couronne,. Cette aire, qui regroupe 317 communes, est catégorisée dans les aires de 200 000 à moins de 700 000 habitants,.

### Voies de communication et transports
Buchy est desservie par la gare de Montérolier-Buchy sur la ligne Amiens - Rouen.

## Toponymie
Le nom de la localité est attesté sous les formes, peut-être, Bilcei entre 1037 et 1045, de Bicheio en 1175 (Arch. S.-M. 14 H), peut-être, Belci à la fin du XIIe siècle vers 1185-1189, Bichi au XIIe siècle (Arch. S.-M. 19 H — ch. de H. Talbot), Ecc. de Bichi vers 1240, Terra de Bichiaco en 1270, Apud Buichi en 1274 (Archives départementales de l'Eure, H 364 fds Ile-Dieu), Beuchi en 1319, Bucy en 1390 (Archives départementales de la Seine-Maritime, tab. Rouen, reg. 5 f. 9), Buchi en 1392 (Arch. S.-M., G 3267), Bucy en 1460 et 1461 (Arch. S.-M., 2 H 12), Ecc. Sancti Petri de Buchy en 1493 (Arch. S.-M., G 1438), Ecc. Sancti Petr, de Buchiaco en 1498 et 1499 (Arch. S.-M. G 9489), Bourg de Buchy en 1581 (Arch. S.-M., tab. Cailly) et en 1606 (Arch. S.-M., II B Com. des Aides), Saint Pierre de Buchy en 1715 (Arch. S.-M., G 739), Buchy 1715 (Frémont) et en 1757 (carte de Cassini)
Le terminaison -ei dans les formes anciennes témoigne généralement de l'évolution phonétique du suffixe -(i)acon, d'origine gauloise, indiquant un lieu ou une propriété. L'évolution en -y est caractéristique des régions situées au nord de la France. Dans les textes anciens, sa version latinisée la plus commune est -iacum.
Le premier élément Bilc- a régulièrement évolué en Belc, puis Beuc-, c'est-à-dire *Beuss- devant [i]. La forme Beuch- est caractéristique du traitement phonétique normanno-picard du groupe /si/ appelé chuintement.
Selon François de Beaurepaire, Bilc- résulte de la contraction du nom de personne gaulois Bilicius. Albert Dauzat et Charles Rostaing qui ne connaissaient pas de formes anciennes y ont vu le nom de personne latin Bucius incompatible avec Bilcei, Belci.
Il explique en revanche Buchy (Moselle) (Busseium au XIe siècle) et les différents Bucy, etc..

## Histoire
En 1876, le conseil municipal présidé par le Dr Persac décide de doter le bourg de l'adduction d'eau. La ville de Buchy a par la suite érigé en hommage au docteur Persac un buste sur la place publique portant son nom. En 1889, furent installées deux pompes aspirantes et refoulantes ainsi qu’un puisard d'aspiration destinés à refouler à Buchy l'eau de la source à partir du moulin d'Héronchelles. L'eau partait d'une source située dans une ferme proche du moulin, captée et amenée par une tuyauterie longeant la rivière, et passait sous le canal alimentant la roue du moulin. À cette époque, Buchy a été l'un des premiers bourgs à avoir l'eau potable sous pression ainsi que le château d'Héronchelles, l'une des fermes avoisinantes et le moulin par lui-même.
Afin notamment d'éviter des baisses de dotations de l'État, les élus de Buchy, de Bosc-Roger-sur-Buchy et d'Estouteville-Écalles ont engagé une démarche de fusion de leurs collectivité, qui a abouti à la création, le 1er janvier 2017, de la commune nouvelle de Buchy, par un arrêté préfectoral du 1er janvier 2017.
Malgré un certain nombre de réalisations en 2017 dans la dynamique de la fusion, tels que l'enfouissement des réseaux, la rénovation et la réhabilitation du campanile sur la mairie, aire de jeux, boîtes à lire, le remplacement d'anciens candélabres, un columbarium à Estouteville, un abribus et une nouvelle salle des fêtes à Bosc-Roger, des élus de Bosc-Roger-sur-Buchy s'interrogent sur l'intérêt de maintenir ce regroupement et demandent le retour à la situation antérieure,.
Le 7 juin 2024, un important incendie détruit partiellement six maisons rue de Sommery.

## Politique et administration

### Rattachements administratifs et électoraux
Rattachements administratifs
La commune se trouve  dans l'arrondissement de Rouen du département de la Seine-Maritime.
Rattachements électoraux
Pour les élections départementales, la commune est située dans le canton du Mesnil-Esnard.
Pour l'élection des députés, elle fait partie de la deuxième circonscription de la Seine-Maritime.

### Intercommunalité
Buchy est le siège de la Communauté de communes inter-Caux-Vexin.

### Liste des communes déléguées
| Nom                  | Code Insee | Intercommunalité       | Superficie (km2) | Population (dernière pop. légale) | Densité (hab./km2) |
| -------------------- | ---------- | ---------------------- | ---------------- | --------------------------------- | ------------------ |
| Buchy (siège)        | 76146      | CC du Moulin d'Ecalles | 3,67             | 1 443 (2014)                      | 393                |
| Bosc-Roger-sur-Buchy | 76127      | CC du Moulin d'Ecalles | 14,17            | 735 (2014)                        | 52                 |
| Estouteville-Écalles | 76248      | CC du Moulin d'Ecalles | 8,46             | 519 (2014)                        | 61                 |

### Liste des maires
| Période                                  | Période         | Identité        | Étiquette | Qualité |
| ---------------------------------------- | --------------- | --------------- | --------- | --- |
| Les données manquantes sont à compléter. |                 |                 |           | |
| 1er janvier 2017                         | 23 octobre 2020 | Patrick Chauvet | UMP-LR    | Agriculteur Sénateur de la Seine-Maritime (2020 → ) Conseiller départemental du Mesnil-Esnard (2015 → ) Vice-président de la CC Inter-Caux-Vexin (2017 → 2020) Maire de Buchy (2001 → 2016) Réélu pour le mandat 2020-2026 |
| 23 octobre 2020                          | En cours        | Joël Lefebvre   |           | Cadre commercial, ancien 1er adjoint |

Le conseil municipal du 25 mai 2020 a élu trois maires délégués pour le mandat 2020-2026 : Patrick  Chauvet  pour  Buchy,  Joël  Savary  pour  Estouteville-Écalles  et  Dominique  Alix, qui succède à Jacques Sellier,  pour  Bosc-Roger-sur-Buchy.

## Équipements et services publics

### Enseignement
La commune relève de l'académie de Normandie.
École élémentaire René-Delahaye.
Collège Francis-Yard. Le collège est nommé d’après Francis Yard.

## Population et société

### Démographie
| 1968  | 1975  | 1982  | 1990  | 1999  | 2006  | 2011  | 2016  |
| ----- | ----- | ----- | ----- | ----- | ----- | ----- | ----- |
| 1 746 | 1 842 | 1 886 | 1 984 | 2 174 | 2 516 | 2 627 | 2 731 |

### Manifestations culturelles et festivités
Le marché de Buchy : marché renommé le lundi matin, ainsi que les foires annuelles de Pentecôte et de Pâques (le marché à Buchy est attesté depuis au moins l’année 1227).

## Culture locale et patrimoine

### Lieux et monuments
- Les halles de Buchy : les halles actuelles (inscrites aux Monuments historiques par arrêté du 26 mars 1934[27]) semblent datées du XVIIe siècle, car en 1675, Nicolas Le Pesant de Bois-Guilbert et son prédécesseur Pierre de Bonissent de Buchy sont autorisés à construire des halles pour abriter le commerce de denrées et marchandises. Les deux halles qui entourent la mairie sont construites en 1679 avec les bois du Trianon de Bois-Héroult. 
Il existait cependant d’autres halles auparavant, comme l’atteste un bail des halles de Buchy, daté de 1589, ainsi qu’un document de 1640 (chartrier du château de Bois-Héroult)[réf. souhaitée].
- L’église de Buchy : l’église Notre-Dame est consacrée à saint Pierre et saint Paul. L’église primitive date des XIIe et XIIIe siècles. Époque de construction : XVIe siècle  (chœur reconstruit en 1547) ;  au XIXe siècle, remplacement en 1827 de la construction devenue vétuste ; les travaux ont duré dix-huit mois. Auteur : Dauphine (maître-d’œuvre) ; nef et clocher reconstruits en 1860, 1862, 1863 par Dauphine[réf. souhaitée].
- Le buste du docteur Régulus Persac, maire de Buchy de 1870 à 1900, par Ferdinand Berthelot (1901)[28].
- Le monument aux morts est dû à Ferdinand Berthelot.

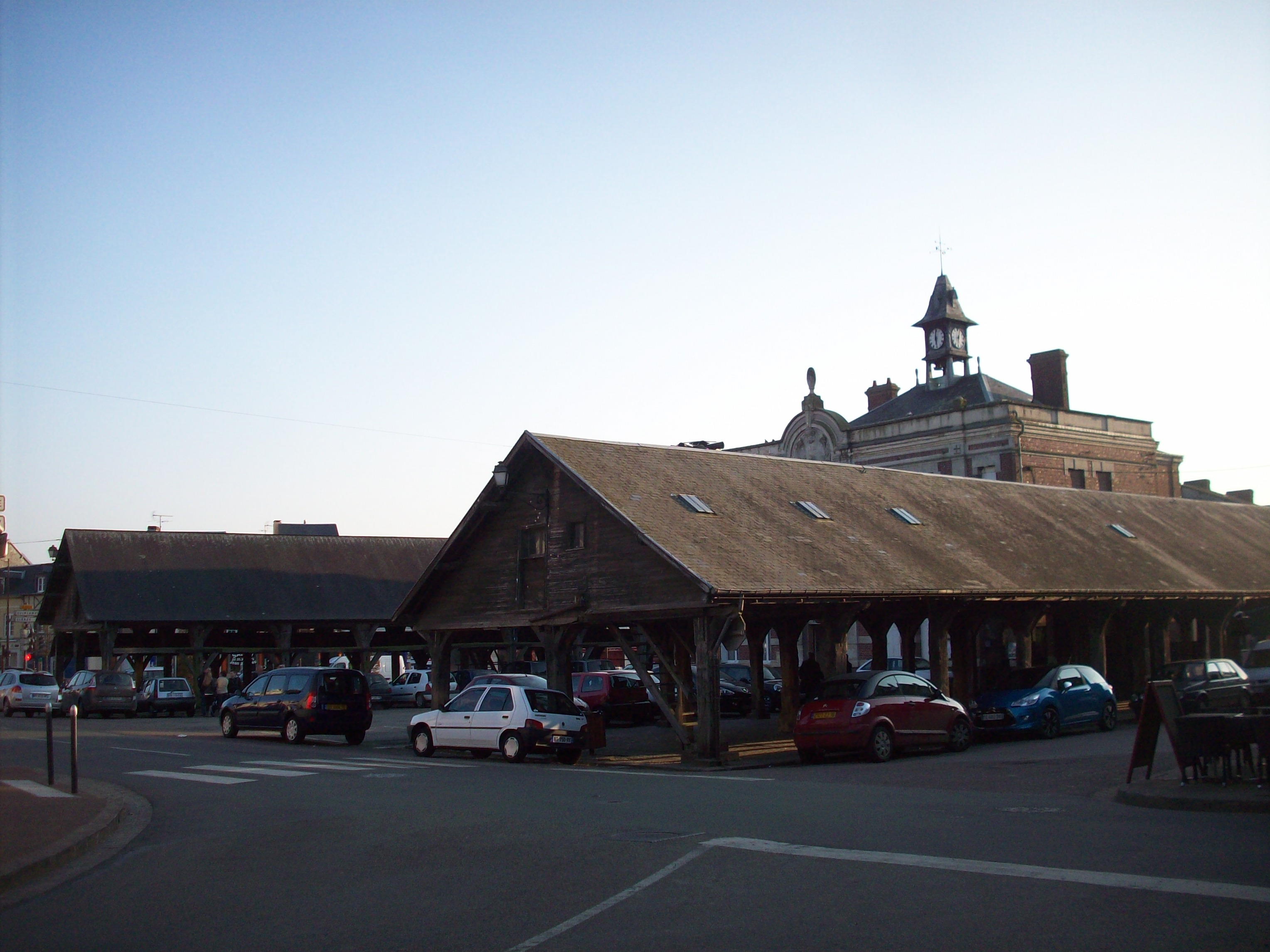
Halles de Buchy.
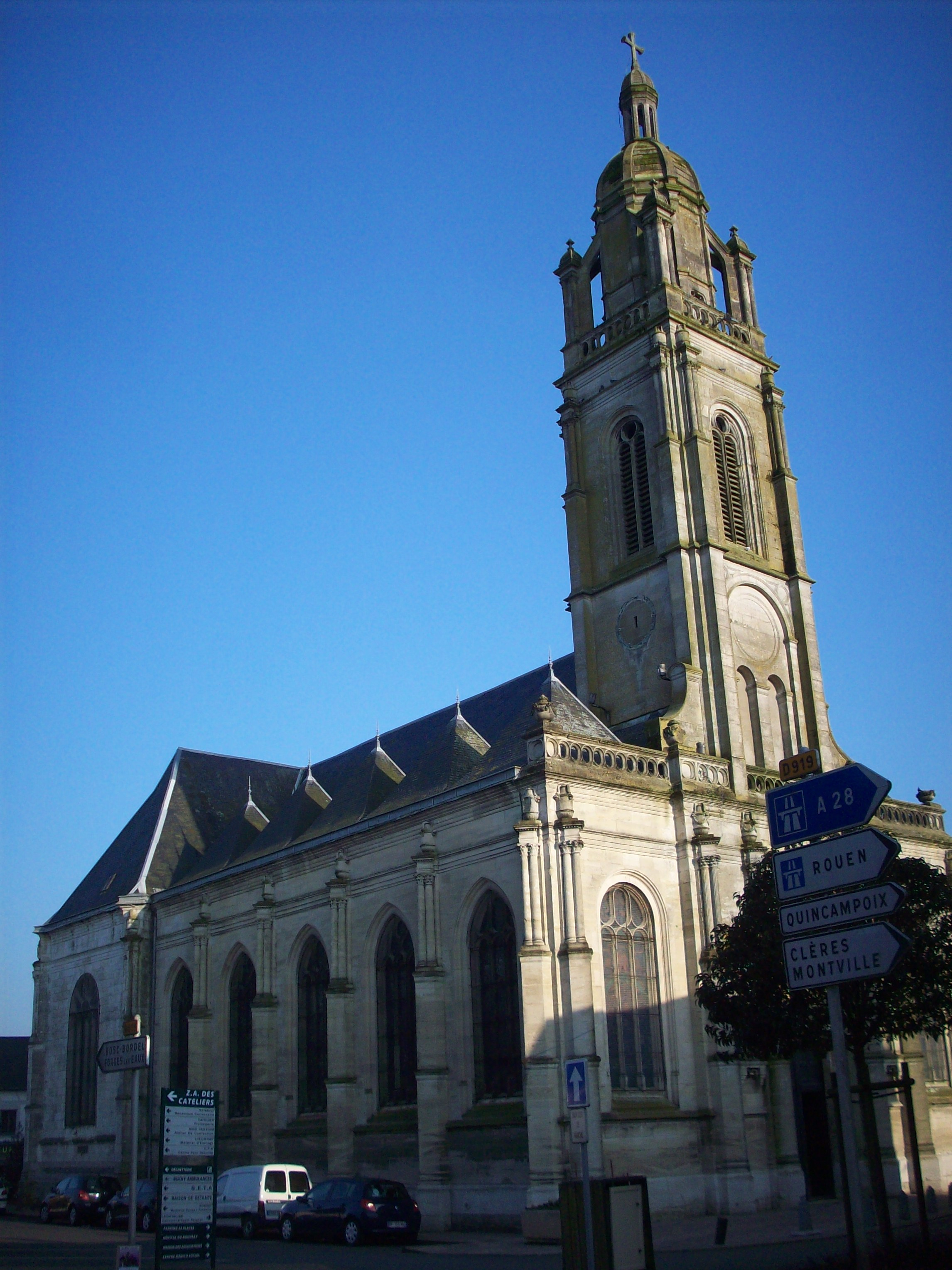
Église Notre-Dame de Buchy.

### Personnalités liées à la commune
- Pierre Le Clerc de la Pierre, maître ès arts et astronome, qui a laissé plusieurs ouvrages, est né à Buchy, le 4 juillet 1706. On lui attribua des libelles manuscrits contre la religion et le gouvernement, répandus du côté de Neufchâtel.
- Charlemagne Wilhorgne (1806-1889) né à Buchy, avocat. Il a publié divers ouvrages, entre autres un Alphabet mnémonique, méthode de lecture par demandes et par réponses (1843), un opéra-bouffe (La Cénérentola - 1836 musique de Rossini), et la Dactylographie, ou Sténographie des doigts, art de converser avec les sourds-muets instruits au moyen de ce procédé, avec une vitesse qui rivalise presque avec la parole, système inventé par lui-même en 1847. Ses autres œuvres (chansons, poèmes, fables, etc.) ont été publiées à titre posthume en 1906.
- Gustave Flaubert (1821-1880) : dans son roman Madame Bovary, Buchy est cité plusieurs fois[29].
- Ernest Marius Noury (1877-1968) : naturaliste bucheois ; entomologiste (cécidologue) et botaniste.
- Bessie Davidson (1879-1965), peintre australienne d'origine écossaise, avait une propriété dans la commune[30].
- Fernand Piolé (1892-1977) Résistant, directeur du journal Le Bulletin, imprimeur, habitait Buchy
- Georges Journois (1896-1944) : général de brigade, mort en déportation. Déporté résistant.
- Monsieur Poulpe, animateur de télévision et acteur pour la chaîne de télévision Nolife, est originaire de Buchy[31].
- Jérémie Lefebvre, auteur du roman Le Collège de Buchy inspiré de sa scolarité dans la commune.

### Héraldique
| Armes de Buchy | Les armes de la commune de Buchy se blasonnent ainsi : De gueules à la hache d'or plantée en fasce dans une souche d'arbre d'argent; au chef cousu d'azur chargé de trois coins de bûcheron d'argent. |